# Свинкино (Псковская область)
Свинкино — деревня в Великолукском районе Псковской области России. Входит в состав Лычёвской волости.

## География
Расположена в центре района, у восточной окраины города Великие Луки, на автодороге Великие Луки — Суханово — Кунья.

## Население
| 2001 | 2002 | 2010 |
| ---- | ---- | ---- |
| 39   | ↘38  | ↗65  |

Численность населения деревни по состоянию на начало 2001 года составила 39 жителей.

## Улицы деревни
- Радужная
- Магистральная
- Кольцевая